# Nam Giang (thị trấn)
Nam Giang là thị trấn huyện lỵ của huyện Nam Trực, tỉnh Nam Định, Việt Nam.

## Địa lý
Thị trấn Nam Giang nằm ở trung tâm huyện Nam Trực, cách thành phố Nam Định khoảng 10 km về phía nam, có vị trí địa lý:
- Phía đông giáp xã Nam Hùng
- Phía tây giáp huyện Vụ Bản
- Phía nam giáp xã Nam Dương
- Phía bắc giáp xã Nam Cường và xã Nghĩa An.

Thị trấn có diện tích 7,05 km², dân số năm 2003 là 18.047 người, mật độ dân số đạt 2.561 người/km².

## Hành chính
Thị trấn Nam Giang được chia thành 7 thôn: thôn Nhất, thôn Nhì, Giáp Ba (xưa là thôn Cẩm Nang), thôn Tư, Vân Tràng, Đồng Côi, Kinh Lũng.
Trong đó thôn Tư, Vân Tràng và Đồng Côi là 3 thôn phát triển khá mạnh về nghề rèn.

## Lịch sử
Trước đây, Nam Giang là một xã thuộc huyện Nam Trực.
Ngày 14 tháng 11 năm 2003, Chính phủ ban hành Nghị định số 137/2003/NĐ-CP. Theo đó, thành lập thị trấn Nam Giang, thị trấn huyện lỵ huyện Nam Trực trên cơ sở toàn bộ 704,55 ha diện tích tự nhiên và 18.047 người của xã Nam Giang.

## Văn hóa
Mùng 7 tết là phiên chợ đầu tiên của năm - chợ Viềng nổi tiếng. Tỉnh Nam Định có 3 chợ Viềng: chợ Viềng Vụ Bản, chợ Viềng Nam Trực, chợ Viềng Nghĩa Hưng trong đó Viềng Phủ Vụ Bản là chợ chính, tiếp đến là Viềng Nam Trực, còn Viềng Lạng Nghĩa Hưng mới xuất hiện cách đây vài năm. Chợ Viềng Nam Trực nằm giữa thị trấn Nam Giang.
Nam Giang còn có hội chùa Đại Bi đã được xếp hạng di tích lịch sử. Hội kéo dài khoảng 3,4 ngày với những lễ tế đặc trưng của lễ hội nơi đây.